# Gekamde graanworteluil
De gekamde graanworteluil (Euxoa aquilina) is een nachtvlinder uit de familie van de uilen (Noctuidae). De wetenschappelijke naam van deze soort is als Noctua aquilina voor het eerst geldig gepubliceerd door Michael Denis en Ignaz Schiffermüller in 1775. De soortnaam aquilina betekent "goed gepoetst" en verwijst vermoedelijk naar de witte achtervleugel.
De voorvleugellengte bedraagt tussen de 15 en 18 millimeter. De grondkleur van de voorvleugels is bruin. De ringvlek en niervlek zijn licht van kleur en onderbreken een donkere veeg over de voorvleugel, terwijl de naast die veeg gelegen tapvlek wat donkerder van kleur is. De achtervleugel is helderwit. 
De soort vliegt in een jaarlijkse generatie in juli en augustus. Hij overwintert als rups.
De soort komt verspreid voor van het Iberisch Schiereiland tot West-Siberië. De gekamde graanworteluil is in Nederland en België een niet meer recent waargenomen, voor 1980 kwam hij wel voor in het zuiden van België. 